# Llista de dictadors

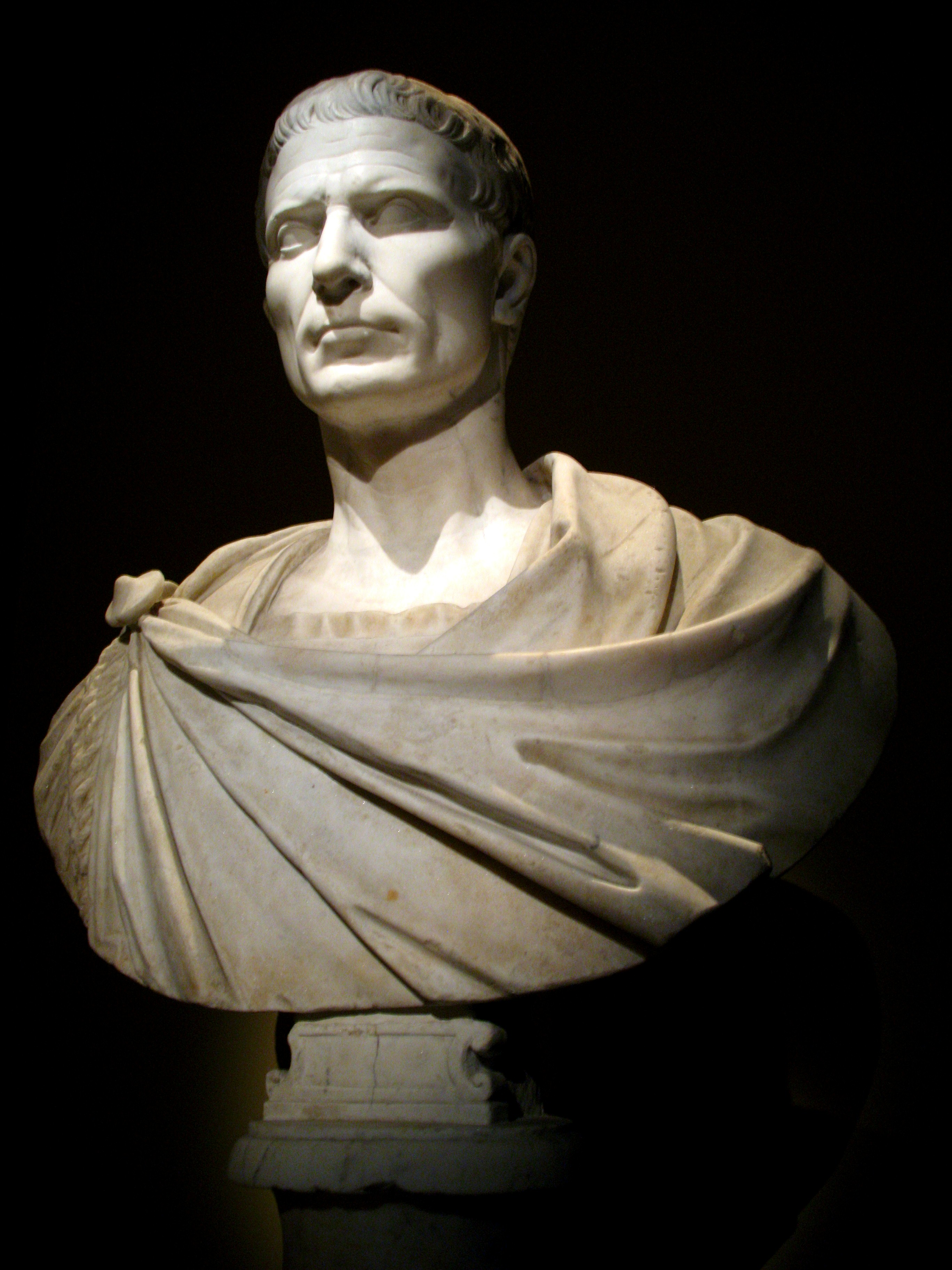
Juli Cèsar fou un general
romà la dictadura del qual fou la frontissa necessària en la transició de la república a l'imperi.

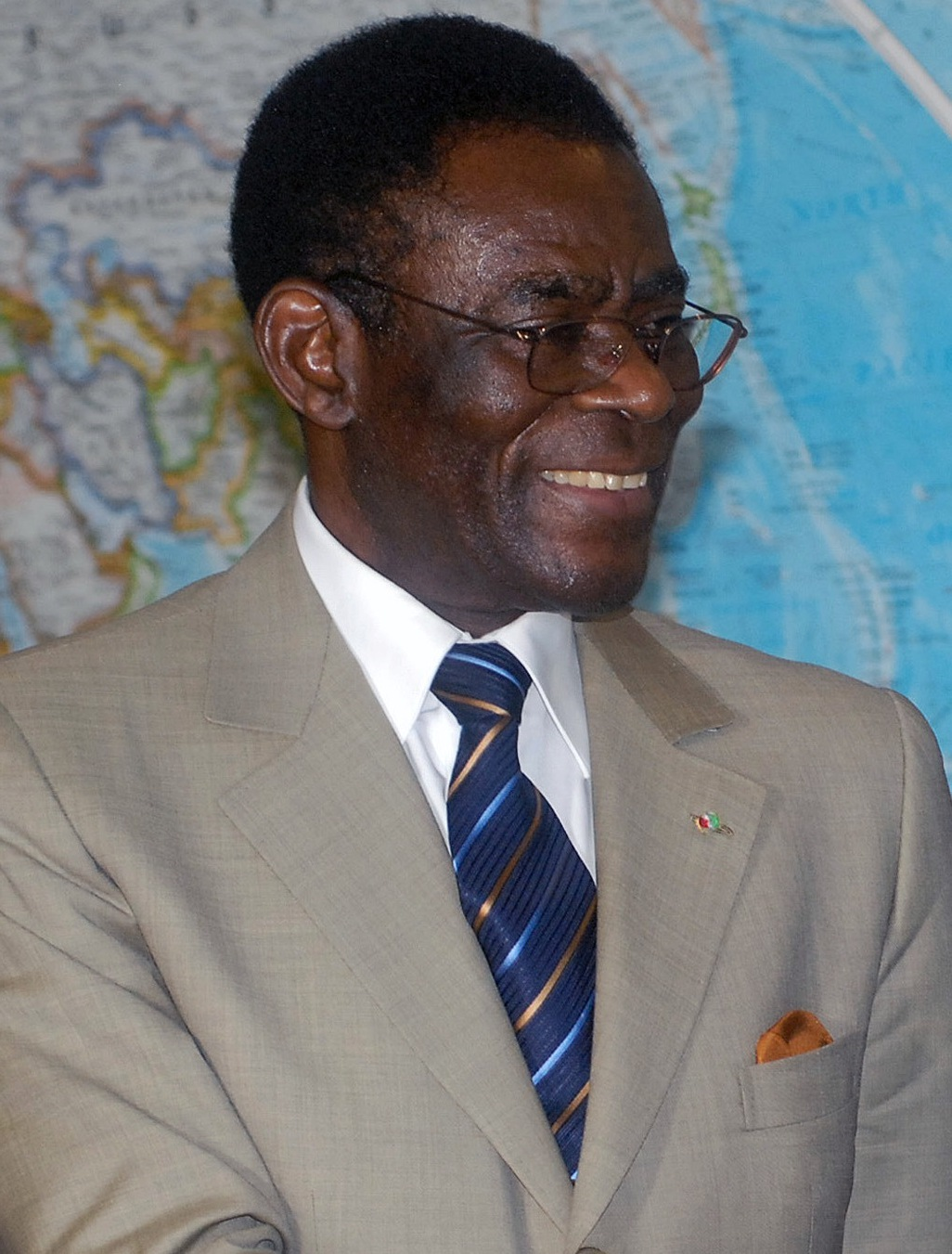
Teodoro Obiang Nguema Mbasogo, de Guinea Equatorial, ha estat el dictador més durador de tot Àfrica.

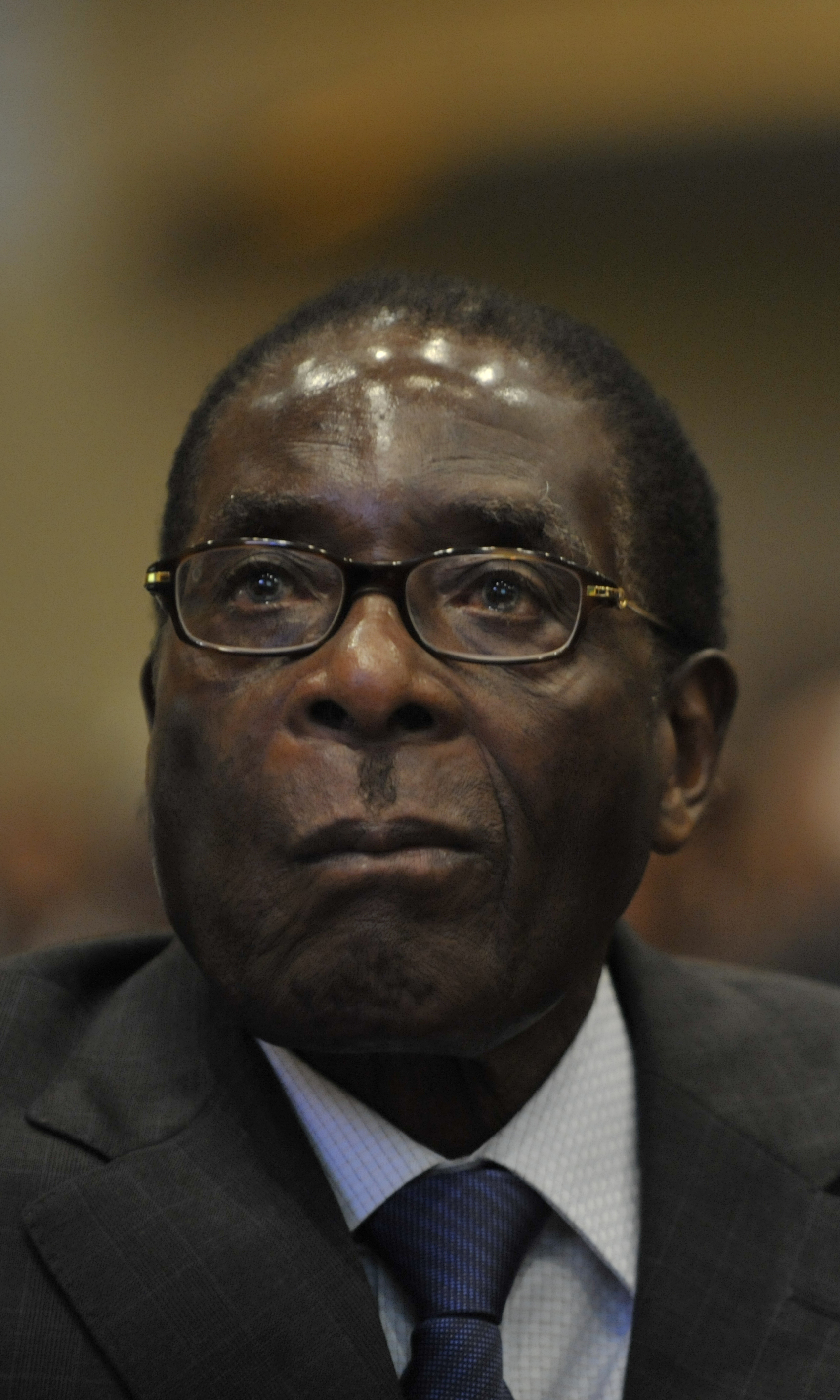
Robert Mugabe, de Zimbàbue.

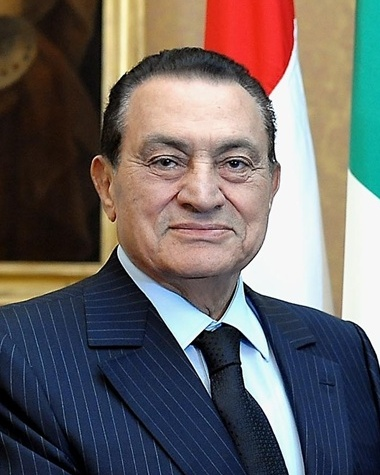
Hosni Mubarak, d'Egipte.

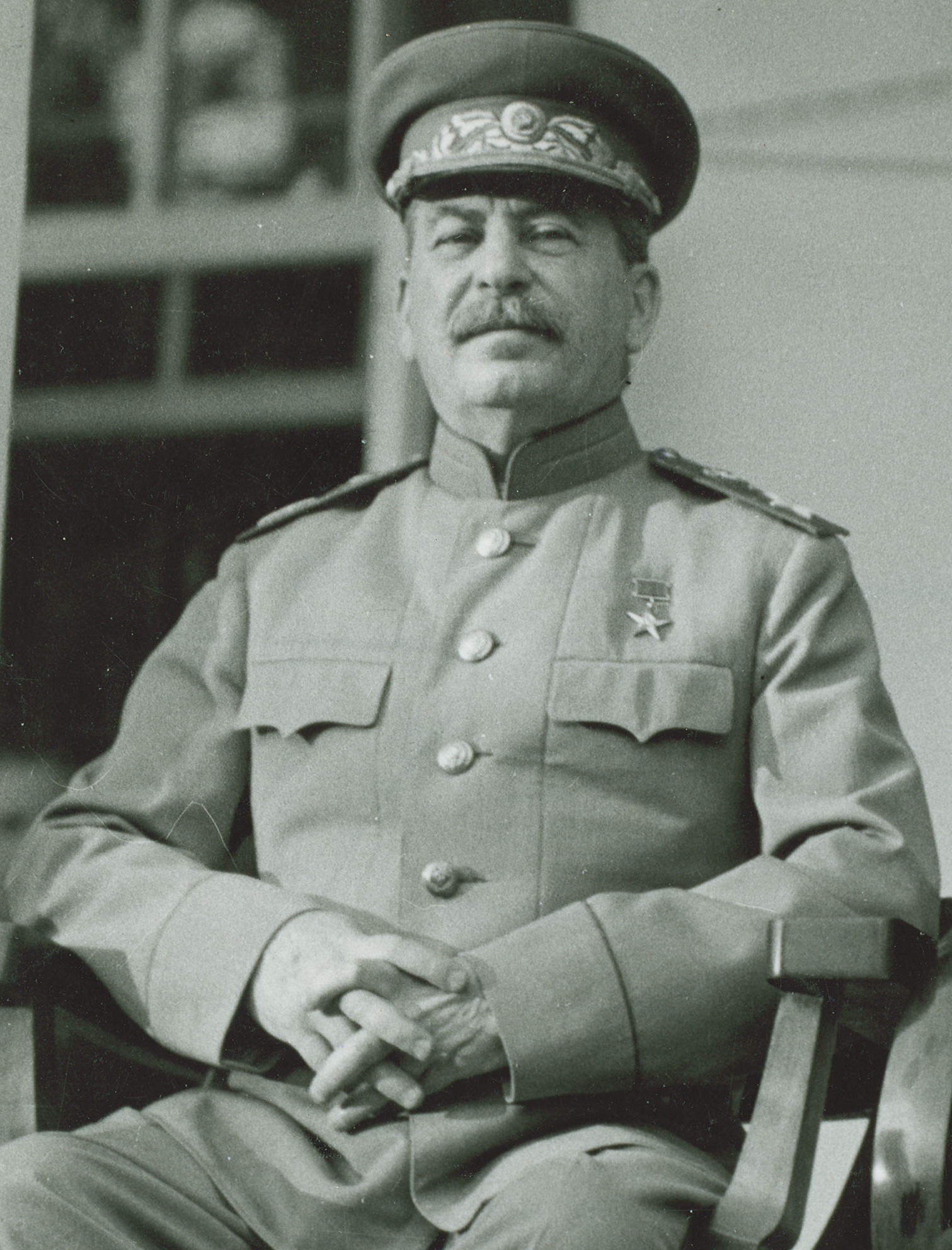
Ióssif Stalin, de la Unió Soviètica.

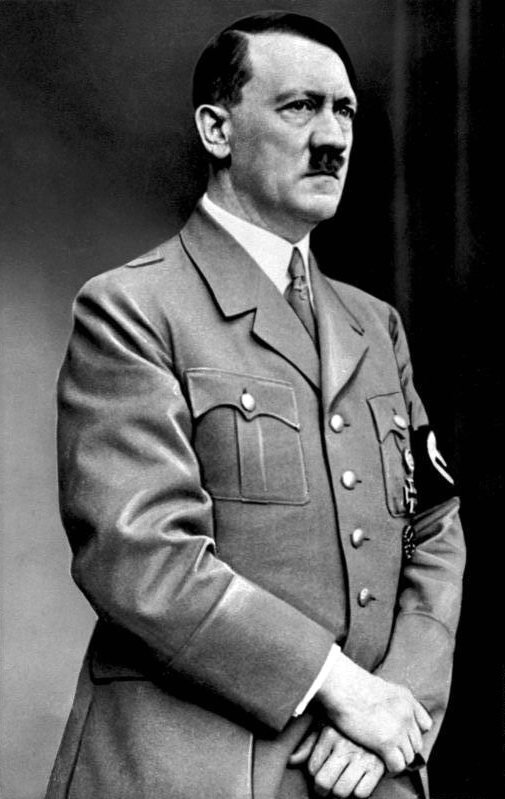
Adolf Hitler, d'Alemanya.

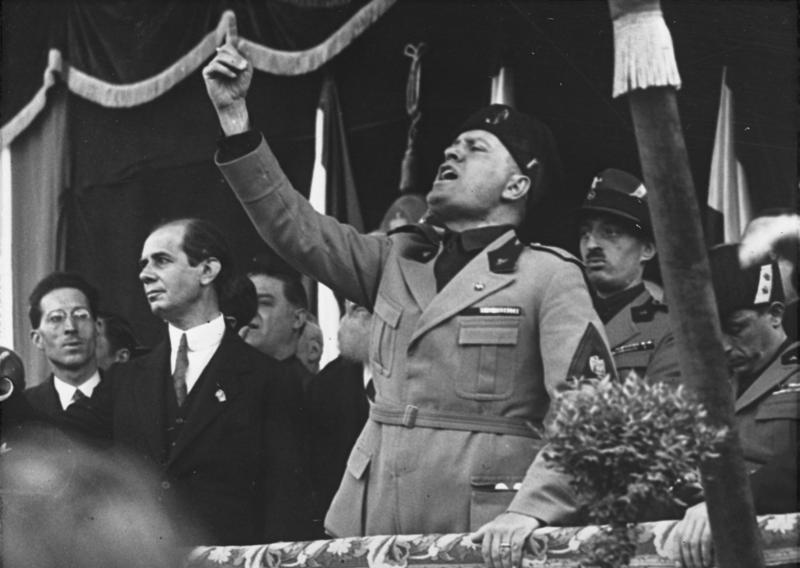
Benito Mussolini, d'Itàlia.

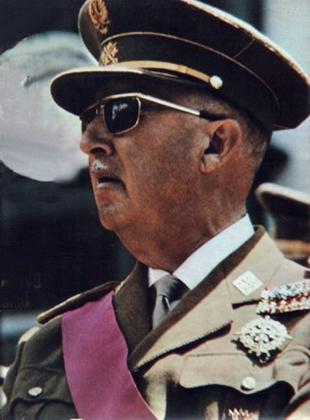
Francisco Franco, d'Espanya.

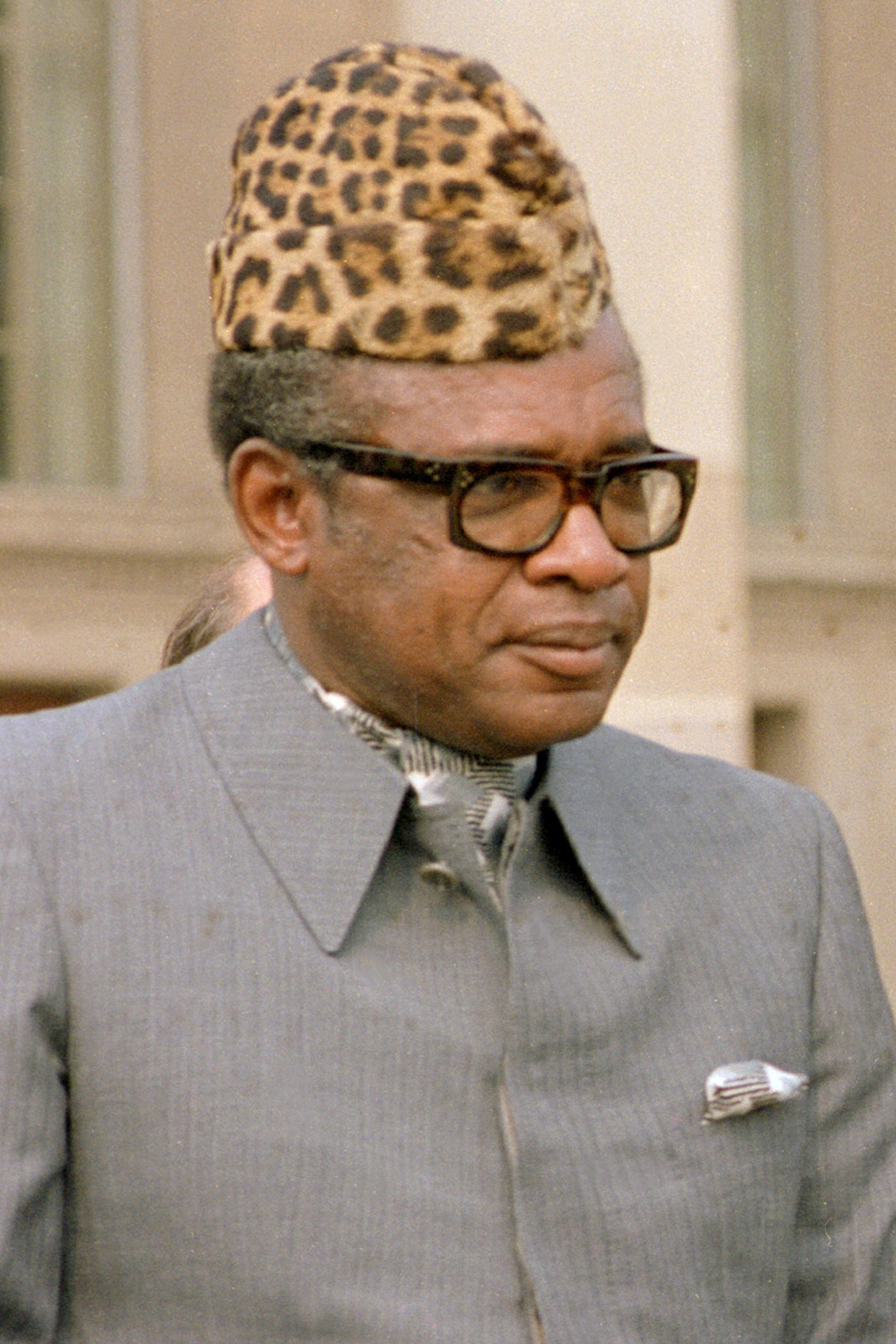
Mobutu Sese Seko, del Zaire.

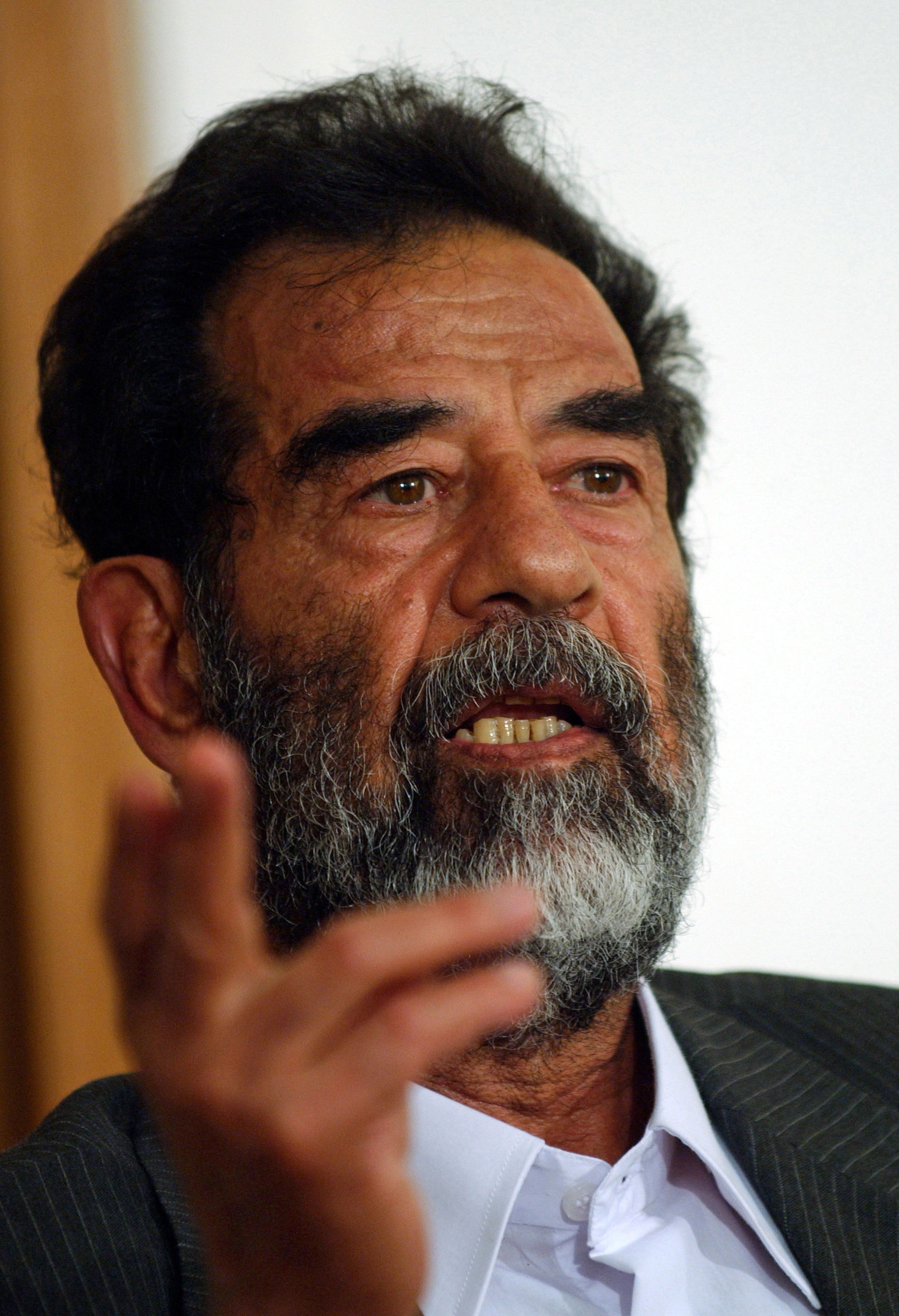
Saddam Hussein, d'Iraq, mentre era jutjat el 2004.

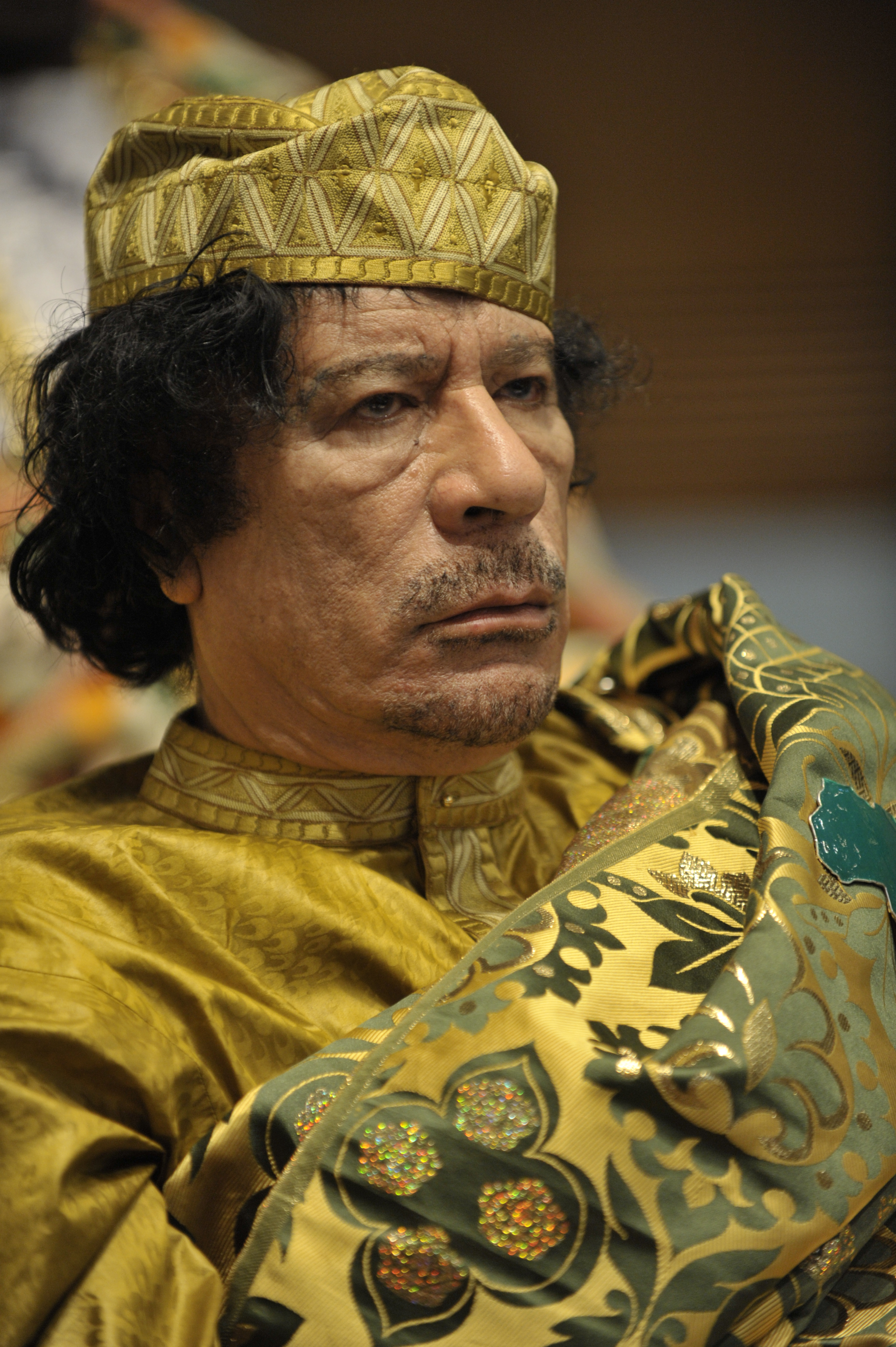
Muammar Gaddafi, de Líbia.

Ací es presenta una llista de dictadors de qualsevol país del món, sigui quina sigui la seva ideologia i el seu tipus de govern.
| A                                    |                                              |
| Sani Abacha                          | Nigèria. Dictadura Militar.                  |
| Ignatius Kutu Acheampong             | Ghana. Dictadura Militar.                    |
| Emilio Aguinaldo                     | Filipines. Dictadura Militar.                |
| Fred Akuffo                          | Ghana. Dictadura Militar.                    |
| Alexandre II                         | Iugoslàvia. Monarquia Autoritària            |
| Alexandre III                        | Rússia. Autocràcia                           |
| Ramiz Alia                           | Albània. Comunista                           |
| Luis Altamirano                      | Xile. Dictadura Militar.                     |
| Gregorio Álvarez                     | Uruguai. Dictadura Militar.                  |
| Hafizullah Amin                      | Afganistan.                                  |
| Idi Amin                             | Uganda. Dictadura Militar.                   |
| Joseph Arthur Ankrah                 | Ghana. Dictadura Militar.                    |
| Ion Antonescu                        | Romania. Feixista                            |
| Pedro Eugenio Aramburu               | Argentina. Dictadura Militar                 |
| Bashar al-Assad                      | Síria. Panarabista                           |
| Hafez al-Assad                       | Síria. Panarabista                           |
| B                                    |                                              |
| Ahmed Hassan al-Bakr                 | Iraq. Panarabista                            |
| Doctor Banda                         | Malawi.                                      |
| Hugo Banzer                          | Bolívia. Dictadura Militar                   |
| Ibrahim Baré Maïnassara              | Níger. Dictadura Militar                     |
| Siad Barre                           | Somàlia. Dictadura Militar.                  |
| Omar al-Bashir                       | Sudan                                        |
| Fulgencio Batista                    | Cuba. Dictadura Militar.                     |
| Ben Ali                              | Tunísia. Dictadura Militar.                  |
| Óscar R. Benavides                   | Perú. Dictadura Militar                      |
| Ahmed Ben Bella                      | Algèria. Dictadura Militar                   |
| Reynaldo Bignone                     | Argentina. Dictadura Militar.                |
| Jean-Bédel Bokassa                   | República Centreafricana. Dictadura Militar. |
| Juan María Bordaberry Arocena        | Uruguai. Dictadura Militar.                  |
| Boris III                            | Bulgària. Monarquia Autoritària              |
| Houari Boumédienne                   | Algèria. Dictadura Militar                   |
| Dési Bouterse                        | Surinam. Dictadura Militar                   |
| Leonid Bréjnev                       | Unió Soviètica. Comunista.                   |
| Muhammadu Buhari                     | Nigèria. Dictadura Militar.                  |
| Habib Burguiba                       | Tunísia. Dictadura Militar.                  |
| Anastasio Bustamante                 | Mèxic. Dictadura Militar.                    |
| C                                    |                                              |
| Marcello Caetano                     | Portugal. Feixista                           |
| Carles II                            | Romania. Monarquia Autoritària               |
| Humberto de Alencar Castello Branco  | Brasil. Dictadura Militar                    |
| Carlos Castillo Armas                | Guatemala.                                   |
| Julián Castro                        | Veneçuela. Dictadura Militar                 |
| Cipriano Castro Ruíz                 | Veneçuela.                                   |
| Fidel Castro                         | Cuba. Comunista                              |
| Raúl Castro                          | Cuba. Comunista                              |
| Nicolae Ceauşescu                    | Romania. Comunista                           |
| Chiang Kai-shek                      | Xina. Guomindang                             |
| Khorloogiin Choibalsan               | Mongòlia. Comunista                          |
| Chun Doo-hwan                        | Corea del Sud. Dictadura Militar             |
| Blaise Compaoré                      | Burkina Faso. Dictadura Militar              |
| Artur da Costa e Silva               | Brasil. Dictadura Militar                    |
| Joaquín Sinforiano de Jesús Crespo   | Veneçuela. Dictadura Militar                 |
| D                                    |                                              |
| David Dacko                          | República Centreafricana. Dictadura Militar. |
| Idriss Déby                          | Txad. Dictadura Militar.                     |
| Carlos Delgado Chalbaud              | Veneçuela. Dictadura Militar                 |
| Pedro Alberto Demicheli Lizaso       | Uruguai. Dictadura Militar.                  |
| Deng Xiaoping                        | Xina. Comunista                              |
| Porfirio Díaz                        | Mèxic. Dictadura Militar.                    |
| Gueorgui Dimitrov                    | Bulgària. Comunista                          |
| Samuel Doe                           | Libèria. Dictadura Militar.                  |
| Engelbert Dollfuss                   | Àustria. Feixista                            |
| Alexander Dubček                     | Txecoslovàquia. Comunista                    |
| François Duvalier                    | Haití. Dictadura Militar.                    |
| Jean-Claude Duvalier                 | Haití. Dictadura Militar.                    |
| E                                    |                                              |
| Hossain Mohammad Ershad              | Bangladesh.                                  |
| Manuel Estrada Cabrera               | Guatemala.                                   |
| Gnassingbé Eyadéma                   | Togo. Dictadura Militar                      |
| F                                    |                                              |
| Juan Crisóstomo Falcón               | Veneçuela.                                   |
| Edelmiro Julián Farrell              | Argentina. Dictadura Militar                 |
| João Baptista de Oliveira Figueiredo | Brasil. Dictadura Militar                    |
| Justo Figuerola                      | Perú. Dictadura Militar                      |
| Doctor Francia                       | Paraguai. Jacobí                             |
| Francisco Franco                     | Espanya. Feixista                            |
| G                                    |                                              |
| Muammar el Gaddafi                   | Líbia.                                       |
| Leopoldo Galtieri                    | Argentina. Dictadura Militar                 |
| Luis García Meza Tejada              | Bolívia. Dictadura Militar                   |
| Emílio Garrastazu Médici             | Brasil. Dictadura Militar                    |
| Ernesto Geisel                       | Brasil. Dictadura Militar                    |
| Ernő Gerő                            | Hongria.Comunista                            |
| Gheorghe Gheorghiu-Dej               | Romania. Comunista                           |
| Juan Vicente Gómez                   | Veneçuela. Dictadura Militar                 |
| Władysław Gomułka                    | Polònia. Comunista                           |
| Mikhaïl Gorbatxov                    | Unió Soviètica. Comunista.                   |
| Klement Gottwald                     | Txecoslovàquia. Comunista                    |
| Yakubu Gowon                         | Nigèria. Dictadura Militar                   |
| Tomás Gutiérrez                      | Perú. Dictadura Militar                      |
| Antonio Gutiérrez de la Fuente       | Perú. Dictadura Militar                      |
| Antonio Guzmán Blanco                | Veneçuela.                                   |
| H                                    |                                              |
| Juvénal Habyarimana                  | Ruanda. Dictadura Militar                    |
| Haile Selassie                       | Etiòpia. Autocràcia                          |
| Sinan Hasani                         | Iugoslàvia. Comunista                        |
| Maximiliano Hernández Martínez       | El Salvador. Dictadura Militar               |
| Adolf Hitler                         | Alemanya. Nazi                               |
| Ho Chi Minh                          | Vietnam. Comunista                           |
| Erich Honecker                       | República Democràtica Alemanya. Comunista    |
| Enver Hoxha                          | Albània. Comunista                           |
| Hua Guofeng                          | Xina. Comunista                              |
| Hu Jintao                            | Xina. Comunista                              |
| Gustáv Husák                         | Txecoslovàquia. Comunista                    |
| Saddam Hussein                       | Iraq. Panarabista                            |
| I                                    |                                              |
| Idi Amin Dada                        | Uganda                                       |
| J                                    |                                              |
| Jiang Zemin                          | Xina. Comunista                              |
| Tòdor Jívkov                         | Bulgària. Comunista                          |
| Prince Johnson                       | Libèria. Dictadura Militar                   |
| Borisav Jović                        | Iugoslàvia. Comunista                        |
| Andrew Juxon-Smith                   | Sierra Leone. Dictadura Militar              |
| K                                    |                                              |
| János Kádár                          | Hongria. Comunista                           |
| Kenneth Kaunda                       | Zàmbia.                                      |
| Mathieu Kérékou                      | Benín. Comunista                             |
| Ayub Khan                            | Pakistan. Dictadura Militar                  |
| Kim Il-sung                          | Corea del Nord. Comunista                    |
| Kim Jong-il                          | Corea del Nord. Comunista                    |
| Kim Jong-Un                          | Corea del Nord. Comunista                    |
| Nikita Khrusxov                      | Unió Soviètica. Comunista.                   |
| André Kolingba                       | República Centreafricana. Dictadura Militar  |
| Seyni Kountché                       | Niger. Dictadura Militar                     |
| Egon Krenz                           | República Democràtica Alemanya. Comunista    |
| Béla Kun                             | Hongria. Comunista                           |
| L                                    |                                              |
| Alejandro Agustín Lanusse            | Argentina. Dictadura Militar.                |
| Wolfgang Larrazábal                  | Veneçuela. Dictadura Militar                 |
| Lorenzo Latorre                      | Uruguai. Dictadura Militar                   |
| Lê Duẩn                              | Vietnam. Comunista                           |
| Justin Lekhanya                      | Lesotho. Dictadura Militar                   |
| Lenin                                | Rússia. Comunista.                           |
| Roberto M. Levingston                | Argentina. Dictadura Militar.                |
| Nicolás Lindley López                | Perú. Dictadura Militar                      |
| Lon Nol                              | Cambodja. Dictadura Militar                  |
| M                                    |                                              |
| Gerardo Machado                      | Cuba Dictadura Militar.                      |
| Samora Machel                        | Moçambic Comunista.                          |
| Francisco Macías Nguema              | Guinea Equatorial.                           |
| Mao Zedong                           | Xina. Comunista                              |
| Ferdinand Marcos                     | Filipines                                    |
| Saw Maung                            | Birmània. Dictadura Militar                  |
| Mengistu Haile Mariam                | Etiòpia. Comunista                           |
| Ioannis Metaxàs                      | Grècia. Feixista                             |
| Slobodan Milošević                   | Sèrbia. Populista                            |
| Mobutu Sese Seko                     | Zaire. Dictadura Militar                     |
| Murtala Mohammed                     | Nigèria. Dictadura Militar                   |
| Sibghatullah Mojaddedi               | Afganistan. Islamista                        |
| José Ruperto Monagas                 | Veneçuela.                                   |
| Francisco Morales Bermúdez           | Perú. Dictadura Militar                      |
| Hosni Mubarak                        | Egipte. Panarabista                          |
| Anton Mussert                        | Països Baixos. Feixista                      |
| Khandakar Mushtaq                    | Bangladesh.                                  |
| Benito Mussolini                     | Itàlia. Feixista                             |
| Aparicio Méndez                      | Uruguai. Dictadura Militar                   |
| N                                    |                                              |
| Napoleó I                            | França. Monarquia autoritària                |
| Napoleó III                          | França. Monarquia autoritària                |
| Gamal Abdel Nasser                   | Egipte. Panarabista                          |
| Milan Nedić                          | Sèrbia. Feixista                             |
| Agostinho Neto                       | Angola. Comunista                            |
| Nicolau II                           | Rússia. Autocràcia                           |
| Ne Win                               | Birmània. Dictadura Militar                  |
| Marien Ngouabi                       | República del Congo. Comunista               |
| Kwame Nkrumah                        | Ghana. Comunista                             |
| Manuel Antonio Noriega               | Panamà. Dictadura Militar                    |
| Antonín Novotný                      | Txecoslovàquia. Comunista                    |
| O                                    |                                              |
| Teodoro Obiang Nguema                | Guinea Equatorial.                           |
| Milton Obote                         | Uganda.                                      |
| Manuel A. Odría                      | Perú. Dictadura Militar                      |
| Bazilio Olara-Okello                 | Uganda. Dictadura Militar                    |
| Juan Carlos Onganía                  | Argentina. Dictadura Militar                 |
| Mohammed Omar                        | Afganistan. Islamista                        |
| P                                    |                                              |
| José Antonio Páez                    | Veneçuela.                                   |
| Theodoros Pangalos                   | Grècia. Dictadura Militar                    |
| Gueorguios Papadópulos               | Grècia. Dictadura Militar                    |
| Gabriel París Gordillo               | Colòmbia. Dictadura Militar                  |
| Park Chung-hee                       | Corea del Sud. Dictadura Militar             |
| Ante Pavelić                         | Croàcia. Ústaixa                             |
| Ricardo Pérez Godoy                  | Perú. Dictadura Militar                      |
| Juan Domingo Perón                   | Argentina. Populista                         |
| Kaysone Phomvihane                   | Laos. Comunista.                             |
| Plaek Pibulsonggram                  | Tailàndia. Dictadura Militar                 |
| Nicolás de Piérola                   | Perú. Dictadura Militar                      |
| Józef Piłsudski                      | Polònia. Dictadura Militar                   |
| Augusto Pinochet                     | Xile. Dictadura Militar                      |
| Pol Pot                              | Cambodja. Comunista.                         |
| Mariano Ignacio Prado                | Perú. Dictadura Militar                      |
| Miguel Primo de Rivera               | Espanya. Dictadura Militar                   |
| Mariscal Pétain                      | França. Feixista                             |
| Q                                    |                                              |
| Abd al-Karim Qasim                   | Iraq. Panarabista.                           |
| Vidkun Quisling                      | Noruega. Nazi.                               |
| R                                    |                                              |
| Burhanuddin Rabbani                  | Afganistan. Islamista                        |
| Mátyás Rákosi                        | Hongria. Comunista                           |
| Pedro Pablo Ramírez                  | Argentina. Dictadura Militar                 |
| France-Albert René                   | Seychelles. Dictadura Militar                |
| Efraín Ríos Montt                    | Guatemala. Dictadura Militar                 |
| Maximilien de Robespierre            | França. Jacobí                               |
| Juan Manuel de Rosas                 | Argentina.                                   |
| S                                    |                                              |
| Anwar el-Sadat                       | Egipte. Panarabista                          |
| Alfredo Oscar Saint Jean             | Argentina. Dictadura militar                 |
| António de Oliveira Salazar          | Portugal. Feixista                           |
| Luis Miguel Sánchez Cerro            | Perú. Dictadura Militar                      |
| General Santa Anna                   | Mèxic. Dictadura Militar                     |
| José Eduardo dos Santos              | Angola. Comunista                            |
| Sarit Dhanarajata                    | Tailàndia. Dictadura Militar                 |
| Denis Sassou-Nguesso                 | República del Congo. Comunista               |
| Choummaly Sayasone                   | Laos. Comunista                              |
| Than Shwe                            | Birmània. Dictadura militar                  |
| Khamtai Siphandon                    | Laos. Comunista                              |
| Antanas Smetona                      | Lituània. Feixista                           |
| Anastasio Somoza Debayle             | Nicaragua. Dictadura militar                 |
| Anastasio Somoza García              | Nicaragua. Dictadura militar                 |
| Stalin                               | Unió Soviètica. Comunista.                   |
| Alfredo Stroessner                   | Paraguai. Dictadura militar                  |
| Suharto                              | Indonèsia. Dictadura Militar                 |
| Achmed Sukarno                       | Indonèsia. Dictadura Militar                 |
| Ferenc Szálasi                       | Hongria. Feixista                            |
| T                                    |                                              |
| Gabriel Terra Leivas                 | Uruguai.                                     |
| Tito                                 | Iugoslàvia. Comunista                        |
| Ton Duc Thang                        | Vietnam. Comunista.                          |
| Jozef Tiso                           | Eslovàquia. Feixista.                        |
| Juan Crisóstomo Torrico              | Perú. Dictadura Militar                      |
| Omar Torrijos                        | Panamà. Populista                            |
| Moussa Traoré                        | Mali. Dictadura Militar                      |
| Rafael Leónidas Trujillo             | República Dominicana. Dictadura Militar      |
| Yumjaagiin Tsedenbal                 | Mongòlia. Comunista.                         |
| Konstantín Txernenko                 | Unió Soviètica. Comunista.                   |
| Vulko Txervenkov                     | Bulgària. Comunista.                         |
| U                                    |                                              |
| Walter Ulbricht                      | República Democràtica Alemanya. Comunista    |
| Kārlis Ulmanis                       | Letònia. Feixista                            |
| José Félix Uriburu                   | Argentina. Dictadura Militar                 |
| V                                    |                                              |
| Ely Ould Mohamed Vall                | Mauritània. Dictadura Militar                |
| Getúlio Vargas                       | Brasil. Populista                            |
| Ignacio de Veintemilla               | Equador.                                     |
| Juan Velasco Alvarado                | Perú. Dictadura Militar                      |
| Francisco Vidal                      | Perú. Dictadura Militar                      |
| Jorge Rafael Videla                  | Argentina. Dictadura Militar                 |
| João Bernardo Vieira                 | Guinea Bissau. Dictadura Militar             |
| Roberto Eduardo Viola                | Argentina. Dictadura Militar                 |
| W                                    |                                              |
| William Walker                       | Nicaragua. Dictadura Militar                 |
| X                                    |                                              |
| Y                                    |                                              |
| Yuan Shikai                          | Xina. Dictadura Militar                      |
| Z                                    |                                              |
| Muhammad Zia-ul-Haq                  | Pakistan. Dictadura Militar                  |
| Zogu I                               | Albània. Monarquia Autoritària               |